# Camptosema pedicellatum
Camptosema pedicellatum är en ärtväxtart som beskrevs av George Bentham. Camptosema pedicellatum ingår i släktet Camptosema och familjen ärtväxter. Inga underarter finns listade i Catalogue of Life.